# Вальдеманко-дель-Естерас
Вальдеманко-дель-Естерас (ісп. Valdemanco del Esteras) — муніципалітет в Іспанії, у складі автономної спільноти Кастилія-Ла-Манча, у провінції Сьюдад-Реаль. Населення — 241 особа (2010).
Муніципалітет розташований на відстані близько 190 км на південний захід від Мадрида, 75 км на захід від Сьюдад-Реаля.

## Демографія
Динаміка населення (INE ):